# 모세 (가수)
모세(본명: 김종범, 1980년 3월 7일 ~ )는 대한민국의 가수이다.

## 학력
- 가남초등학교 졸업
- 여주제일중학교 졸업
- 이천고등학교 졸업
- 여주대학 물리치료학과 졸업

## 생애
어린 시절 운동에 재능을 보이던 모세는 고교 진학 당시 농구 명문인 수원의 삼일 상고에 스카웃 제의를 받았다.  그후 부모님의 반대로 운동을 포기한 모세는 이천고 재학시절 연극동아리 활동을 하며 연예계 진출의 꿈을 키웠다. 대학 진학 후에는 통기타 라이브, 밴드 생활을 하며 가수의 꿈을 키웠고 2002년 서울음반에서 주최한 오디션에 합격하게 된다. 이후 유리기획에 들어간 모세는 2002년부터 2004년까지의 군생활 후 2005년 데뷔하게 된다. 이 과정에서의 유리기획 사장과 모세와의 신의에 대한 얘기는 러브홀릭 강현민과 싱어송라이터 양정승의 미니홈피에 실리기도 했다.
2005년 데뷔 후 매년 앨범을 발매했으나 1집의 성공에도 불구하고 2집부터는 별다른 방송활동이 없는 상태이다.
2010년 모세는 해리 코닉 주니어가 롤모델이라 밝혔다.
2016년 '슈가맨'에 출연하여 본인을 북두칠성의 네 번째 별에 비유했다. 빛나지 않는 스타. 잘 보이지 않지만 그 곳에 있는 별. 참고로 북두칠성의 네 번째 별은 북두칠성 중 가장 어두운 별로 어느 날엔 잘 안 보이기도 한다.
같은 해 '복면가왕'에 출연해서는 팬들과 이별 여행 중인 것 같다고 털어놔 많은 이들의 안타까움을 자아냈다. 마지막 한 명의 팬이 남을 때까지 최선을 다해 노래하겠다고 했다.
2019년 유튜브 '근황올림픽'을 통해 스쿠버다이빙 강사가 된 사실을 알렸다.
2021년 '싱어게인2'에 출연했다. 당시 경추유합술이라는 큰 수술 후 성대에 문제를 안고 참가했음에도 녹슬지 않은 가창력을 보여 큰 찬사를 받았다. 하지만 2라운드 탈락..
2022년 '불타는 트롯맨'에 '춘길'이라는 이름으로 출연했다. '춘길'은 아버님의 성함이라고 한다. 대표단 예심부터 디너쇼 미션까지 총 네 개의 라운드에 참가했으나 준결승에 진출하지는 못 했다. 그동안 트롯트 경연에 참가했던 타장르 기성 가수들과는 다르게 상당한 트롯트 실력을 뽐내 준결승 진출 이상을 예상했던 이들이 많았으나 석연치 않은(?) 탈락을 맞이했다.  

## 기타
2005년 데뷔곡 '사랑인 걸'은 Sk telecom 벨소리&컬러링 연간차트 9위, 벅스뮤직에서 총 7주간 1위를 차지, 싸이월드 뮤직 연간차트 4위, MBC '음악캠프'에서 10주 연속 Top 10에 드는 기염을 토하는 등 많은 사랑을 받았다. 그 해 모세는 강력한 남자 신인상 수상자로 예상되었으나 각 종 시상식에서 후보에도 오르지 못하는 수모를 겪는다. 당시 포털사이트 다음의 유명 카페 '연이말'에 언급된 수상자 후보 예상 중 각 후보의 장단점을 정리한 어느 예상에서 모세의 단점으로 '기획사가 없는 듯 하다'라는 코멘트가 있었을 정도로 매니지먼트에 아쉬움이 남는 빤짝가수로 기억된다.

## 디스코그래피

### 정규 및 싱글
- 1집 사랑, 간절한 그리움 (2005)
- 2집 한걸음 (2006)
- 3집 사랑이죠.. 사랑 (2007)
- Digital Single 마음아 부탁해 (2008)

- Digital Single 좋은 사람 (2010)
- Digital Single I'm sorry (2010)
- Digital Single 지하철에서 (2013)
- Digital Single 마주치지 말자 (with 한해) (2014)
- Digital Single 기적 (2014)
- Digital Single 힐링타임 (with 케이케이) (2015)
- Digital Single 촉이와 (with 레이디 제인) (2016)
- Digital Single SS (with SS프로젝트) (2016)
- Digital Single Re:hi #1 <어떻게 너를 사랑하지 않을 수가 있겠어> (2022)
- Digital Single Re:hi #2 <어느새 어른> (2022)

### OST
- 길 (SBS 드라마 '홍콩익스프레스' 2005)
- 사랑해서 미안합니다, 그대 눈 속에 (SBS드라마 '101번째 프러포즈' 2006)
- 사랑당기기 (MBC 드라마 '9회말 2아웃' 2007)
- 마음꽃 (KBS드라마 '천추태후' 2009)
- 너 때문에 (MBC 드라마 '반짝반짝 빛나는' 2011)
- 바보사랑 (영화 '미스체인지' 2013)
- Island (KBS드라마 '골든크로스' 2014)
- 십년이 지나도 (MBC 드라마 '왔다! 장보리' 2014)
- 슬픈 눈빛으로 (MBC 드라마 '아버님 제가 모실게요' 2016)
- 니 이름을 불러봐 (애니메이션 '매지컬 : 공주를 웃겨라' 2020)
- 그러지마요 (KBS드라마 '으라차차 내 인생' 2022)
- 찬란했던 우리 (왓챠 웹드라마 '춘정지란' 2022)

### 기타
- 그냥 갈 수 없잖아 ( KBS 불후의 명곡 - 전설을 노래하다 (원조 걸그룹편) 2014)
- Endless (MBC 복면가왕 56회 '4차원 안드로메다' 2016)

### 작사
- 날 사랑해라 (전진 'Fascination' 2009)
- Memories (SBS 드라마 신의 저울 2009)
- 그래서 슬프다 (곽창선 '그래서 슬프다' 2010)

## 출연 작품

### 연극
- 내 안의 천사 (2010) - 이영수 역

### 예능
- KBS2 《윤도현의 러브레터》 - 150회, 168회, 192회, 242회 출연
- OGN 《켠김에 왕까지》 (2010년) - 26회 출연
- KBS 2TV 《1 대 100》 (2013년) - 291회 출연
- KBS 2TV 《출발드림팀 시즌 2》 (2014년) - 228 ~229회 출연
- KBS  《불후의 명곡 - 전설을 노래하다 (원조 걸그룹편)》 (2014년)
- JTBC 《투유 프로젝트 - 슈가맨》 (2016년) - 14회
- MBC 《미스터리 음악쇼 복면가왕》 (2016년) - 55~56회 출연 (4차원 안드로메다)
- JTBC 《싱어게인2》 (2021년) - top39
- MBN 《불타는 트롯맨》 (2022년) - 참가자 (춘길)
- TV조선 《미스터트롯3》 (2024년) - 참가자 (춘길)